# Terrella

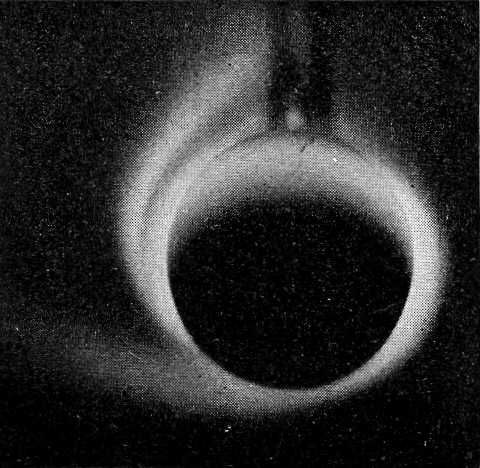
"Terrella" magnetizada de Kristian Birkeland. En este experimento, observó dos espirales que consideró que podían ser similares a los brazos de las nebulosas.

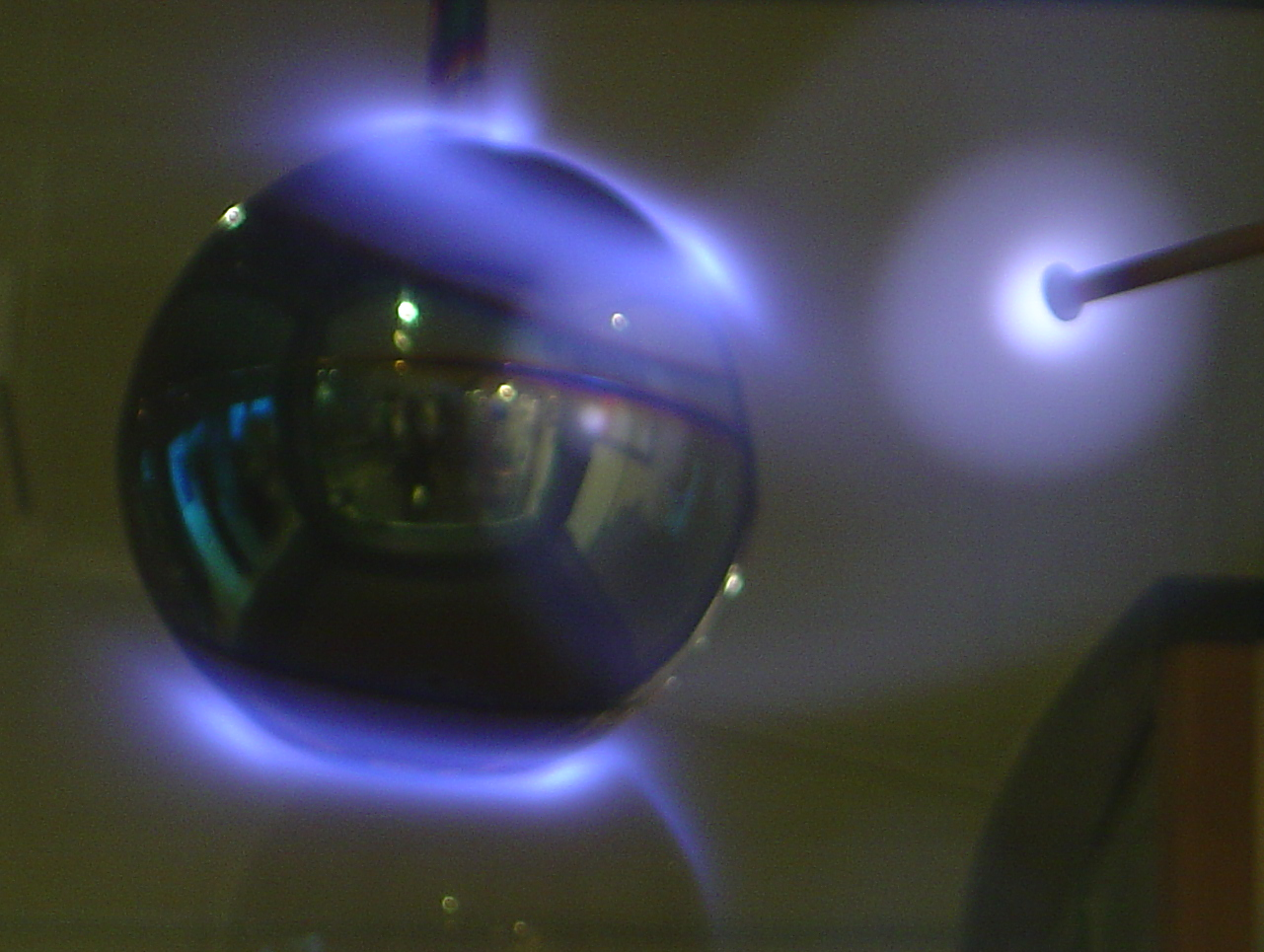
Ejemplo de un "terrella" activada

Una terrella (expresión latina que significa "pequeño planeta Tierra") es un modelo con forma de esfera magnetizada que representa la Tierra. Se piensa que pudo haber sido ideada por el médico británico William Gilbert mientras investigaba el magnetismo, y posteriormente fue desarrollada 300 años más tarde por el científico noruego y explorador Kristian Birkeland, mientras investigaba la aurora boreal.
Las "Terrellas" han sido utilizadas a lo largo del siglo XX para intentar simular las condiciones de la magnetósfera de la Tierra, pero en épocas recientes han sido reemplazadas por simulaciones de ordenador.

## Terrella de William Gilbert

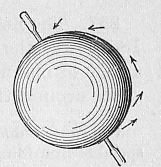
"Terrella" de William Gilbert

William Gilbert, el médico real de Isabel I, dedicó mucho de su tiempo, energía y recursos al estudio del magnetismo de la Tierra. La brújula ya se conocía desde muchos siglos antes, y se sabía que una aguja imantada libremente suspendida apuntaba hacia el norte. Observadores anteriores (incluyendo a Cristóbal Colón) habían notado que la dirección marcada se desviaba un poco del norte verdadero, y Robert Norman había demostrado que la fuerza en la aguja no es totalmente horizontal, presentando un cierto sesgo respecto a la Tierra.
La explicación de William Gilbert fue que la Tierra era un imán gigante, demostrándolo mediante un modelo magnetizado a escala de la Tierra, una "terrella" consistente en una esfera recubierta de magnetita. Acercando una brújula a la "terrella", Gilbert demostró que una aguja horizontal señalaría hacia el polo magnético, mientras que una aguja equilibrada en inmersión en un eje horizontal perpendicular al campo magnético, indicaba la inclinación "magnética apropiada" entre la fuerza magnética y la dirección horizontal. Gilbert más tarde informó de sus hallazgos en De Magnete, Magneticisque Corporibus, et de Magno Magnete Tellure, publicado en 1600.

## Terrella de Kristian Birkeland

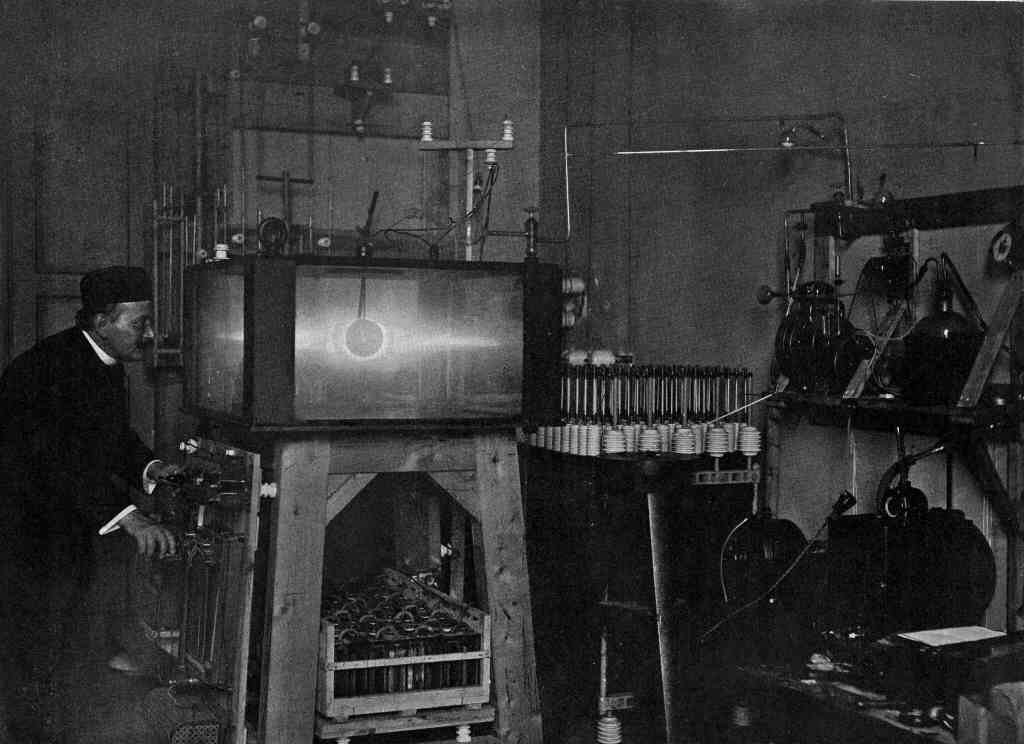
Kristian Birkeland y su experimento con la "terrella" imantada, que le llevó a deducir que la causa de la aurora boreal son las partículas procedentes del espacio interaccionando con el campo magnético de la Tierra.

Kristian Birkeland fue un físico noruego que, alrededor de 1895, intentó explicar por qué las luces de las auroras polares aparecen sólo en las regiones centradas en los polos magnéticos.
Simuló este efecto utilizando una "terrella", es decir, una esfera en un tanque de vacío sobre la que lanzó rayos catódicos (más tarde identificados como electrones) que de hecho produjeron un fulgor en las zonas alrededor de los polos de la "terrella". Debido al gas residual en el tanque de vacío, el fulgor también aparecía en el camino de las partículas. Ni el propio Birkeland ni su asociado Carl Størmer (quién calculó tales trayectorias) podían entender por qué la aurora polar real evita el área alrededor de los polos. Actualmente se sabe que esto está relacionado con el origen de los electrones que causan las auroras, situadas de hecho dentro de la magnetosfera de la Tierra, la región espacial controlada por el magnetismo de la Tierra. Birkeland creyó que los electrones provenían del Sol, dado que se sabía que la profusión de auroras estaba asociada con el grado de actividad de las manchas solares.
Birkeland construyó varias "terrellas". Una de gran tamaño ha sido reconstruida en Tromsø, Noruega.

## Otro "terrellas"
El Barón alemán Carl Reichenbach (1788–1869) también realizó experimentos con un "terrella". Utilizó un electroimán colocado dentro de una gran esfera de hierro hueca, y la examinó en un cuarto oscuro sometiéndola a distintos grados de electrification. El Barón denominó a su esfera de hierro como su "terrella", o "pequeña tierra". 
Brunberg y Dattner en Suecia, alrededor de 1950, utilizaron una "terrella" para simular trayectorias de partículas en el campo de la Tierra. Podgorny en la Unión Soviética, alrededor de 1972, construyó "terrellas" sobre las que dirigió flujos de plasma, simulando el viento solar. Hafiz-Ur Rahman de la Universidad de California en Riverside realizó experiencias más realistas alrededor de 1990. Todos estos experimentos son difíciles de interpretar, y nunca es posible reproducir a escala todos los parámetros necesarios para simular correctamente la magnetosfera de la Tierra, circunstancia por la que tales experimentos han sido completamente reemplazados por simulaciones de ordenador.
Recientemente la "terrella" ha sido perfeccionada por un equipo de físicos en el Instituto de Planetología y Astrofísica de Grenoble (Francia) para crear la "Planeterrella", que utiliza dos esferas imantadas que pueden ser cuyas condiciones pueden ser ajustadas para recrear distintos fenómenos relacionados con las auroras polares.